# سفر به آمریکا ۲
سفر به آمریکا ۲ (به انگلیسی: Coming 2 America) یک فیلم سینمایی آمریکایی در ژانر فیلم کمدی محصول سال ۲۰۲۱ به کارگردانی کریگ برور با بازی ادی مورفی این فیلم دنباله‌ای برای فیلم سینمایی سفر به آمریکا (۱۹۸۸) محسوب می‌شود.

## بازیگران
- ادی مورفی در نقش شاهزاده آکه جففر، شاهزاده زاموندا
  - مورفی همچنین رندی واتسون، خواننده روح را با گروه داستانی Sex Chocolate بازی می‌کند
- آرسنیو هال به عنوان سمی، دوست و کمک آکیم
- جرمین فاولر در نقش لاول، پسر آکیم
- لزلی جونز
- شری هیدلی در نقش لیزا مک داوول، همسر آکیم که در اولین سفر خود به ایالات متحده عاشق وی شد.
- جان آموس به عنوان Cleo McDowell، کارفرمای Akeem و پدر لیزا. صاحب اپراتور مک داول، یک رستوران سریع فست فود با نقض علائم تجاری علیه مک‌دونالد شرکت کرد.
- تریسی مورگان
- وسلی اسنایپس به عنوان ژنرال ایزی[۱]
- جیمز ارل جونز به عنوان پادشاه جافه جففر، پدر بیمار Akeem و پادشاه Zamunda.
- پل بیتس به عنوان اوه، خدمتکار سلطنتی
- لویی اندرسون به عنوان موریس، کارمند سطح میانی در مک داول
- ونسا بل کالووی به عنوان ایمانی ایزی
- ریک راس
- نامزامو مگاتا
- گارسل بووی به عنوان حامل گل رز
- کیکی لاین به عنوان میکا
- لونل
- روتیمی
- تیانا تایلور
- مایکل بلکسون
- داویدو[۲][۳][۴]

## فیلمبرداری
در ۱۷ اوت ۲۰۱۹، فیلمبرداری رسماً در آتلانتا آغاز شد. فیلمبرداری به طور رسمی در تاریخ ۹ نوامبر ۲۰۱۹ تمام شد.
این اثر سینمایی قرار بود در تاریخ ۱۸ دسامبر سال ۲۰۲۰ در ایالات متحده آمریکا منتشر شود؛ ولی به دلیل بیماری کرونا ویروس اکران فیلم یک سال به عقب افتاد.